# Osterklee

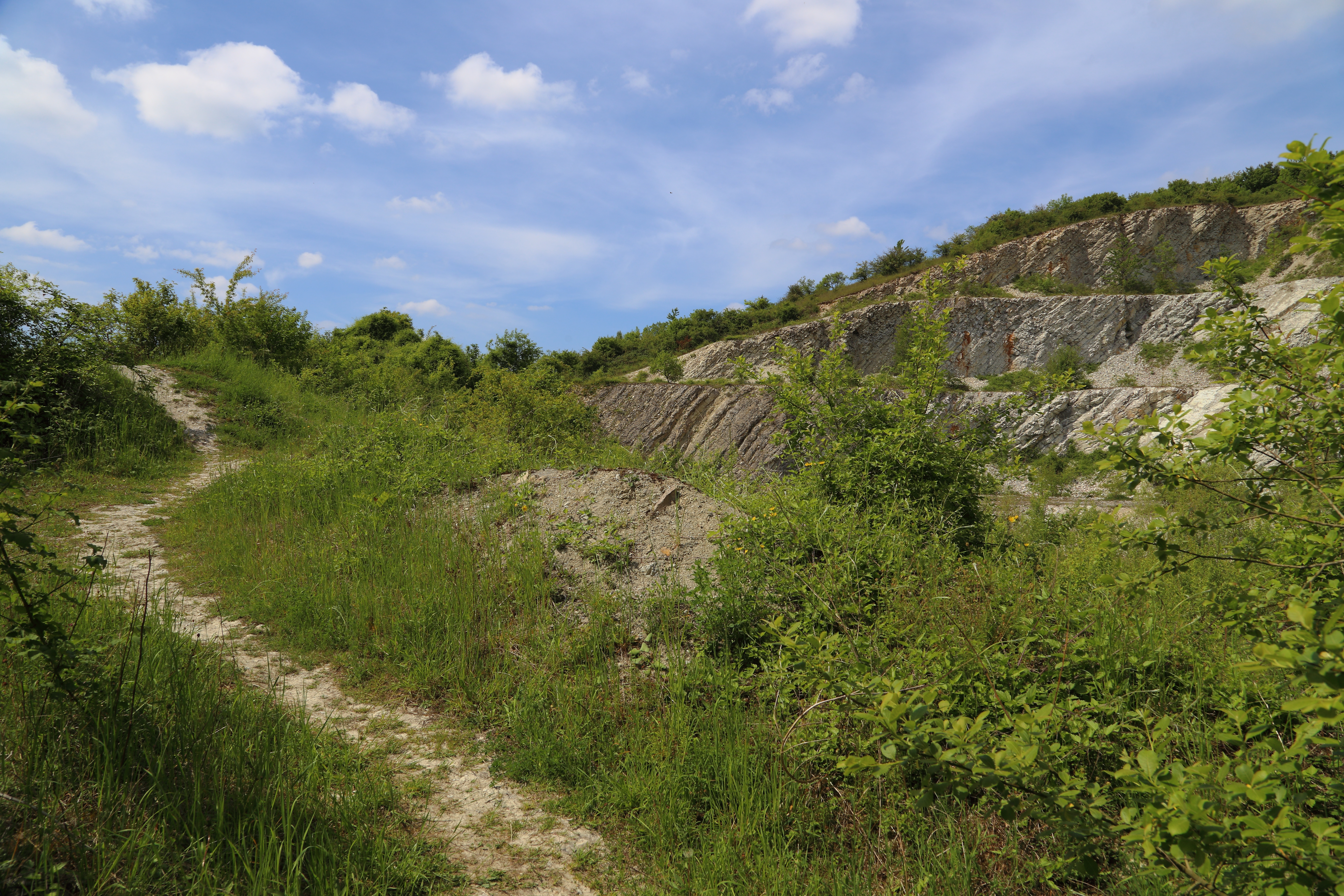
Das Naturschutzgebiet „Osterklee“ mit Blick auf den ehemaligen Kalksteinbruch.

Osterklee ist ein Naturschutzgebiet an der Grenze zwischen der Münsterländischen Tieflandsbucht und dem Weserbergland. Es erstreckt sich über 40 Hektar, etwa einen Kilometer östlich von Brochterbeck auf dem exponierten Kleeberg. Die exakte geographische Position ist 52° 13,75" nördliche Breite, 7° 45,847" östliche Länge, bei einer Höhe von 124 m ü. NN. Der Kleeberg erreicht eine maximale Höhe von 129 m ü. NN. Das Naturschutzgebiet Osterklee ist Teil des Natura-2000-Schutzprogramms, in dem Projekt „Sandsteinzug Teutoburger Wald (DE-3712-302)“.

## Kalksteinbruch
Bis 1995 wurde am Osterklee ein Kalksteinbruch des angrenzenden Kalkwerkes Wallmeyer betrieben. Nach dem Abbauende bildete sich dort ein See, dieser wurde im Sommer des Jahres 2005 durch Teilverfüllung mit 35.000 m³ Kalkmergel verkleinert. Der Kalkmergel stammte aus dem Ausbaggermaterial des Dortmund-Ems-Kanals bei Dörenthe. Das Kalkwerk wurde 2014 stillgelegt und 2015 abgerissen.